# جورج بامبيرغر
جورج بامبيرغر (بالإنجليزية: George Bamberger)‏ هو لاعب كرة قاعدة أمريكي، ولد في 1 أغسطس 1923 في جزيرة ستاتن في الولايات المتحدة، وتوفي في 4 أبريل 2004 في نورث ريدينغتون بيتش في الولايات المتحدة بسبب سرطان.

## وصلات خارجية
- جورج بامبيرغر على موقعبيزبول رفرنس.كوم (الدوري الرئيسي) (الإنجليزية)
- جورج بامبيرغر على موقعبيزبول رفرنس.كوم (الدوري الثانوي) (الإنجليزية)
- جورج بامبيرغر على موقع جمعية أبحاث البيسبول الأمريكية (الإنجليزية)
- جورج بامبيرغر على موقع مشجعي الرسوم البيانية (الإنجليزية)